# Sans toi (film)
Pour les articles homonymes, voir Sans toi.
 (janvier 2022).
Si vous disposez d'ouvrages ou d'articles de référence ou si vous connaissez des sites web de qualité traitant du thème abordé ici, merci de compléter l'article en donnant les références utiles à sa vérifiabilité et en les liant à la section « Notes et références ».
Pour plus de détails, voir Fiche technique et Distribution.
Sans toi est un film français réalisé par Sophie Guillemin sorti en 2022.

## Synopsis
Un homme quitte tout pour retrouver la femme qu'il a aimé et qui a disparu quatre ans plus tôt.

## Fiche technique
- Titre original : Sans toi
- Réalisation : Sophie Guillemin
- Scénario : Sophie Guillemin
- Musique : Hélène Blazy
- Décors :
- Costumes :
- Photographie : Sophie Guillemin[2]
- Montage : Stéphane Elmadjian
- Producteur :
- Sociétés de production : Elkin Production et Multifruits Production
- Société de distribution : Elkin Production
- Pays de production :  France
- Langue originale : français
- Format : couleur — 2,35:1
- Genre : drame romantique
- Durée : 76 minutes
- Dates de sortie :
  - France : 12 janvier 2022

## Distribution
- Thierry Godard : Antoine
- Sophie Guillemin : Solange
- Bruno Solo
- Julia Faure
- Catherine Wilkening
- Laura Presgurvic
- Mélanie Maudran